# Baoudetta
Baoudetta es una comuna rural del departamento de Tessaoua de la región de Maradi, en Níger. En diciembre de 2012 presentaba una población censada de 11 867 habitantes.
La comuna está habitada principalmente por hausas, fulanis y tuaregs. Su economía se basa en la agricultura y la ganadería, aunque en los últimos años ha aumentado el uso agrícola en las tierras tradicionalmente dedicadas a la trashumancia.
Se encuentra situada en el centro-sur del país, cerca de la frontera con Nigeria. Se ubica unos 20 km al sureste de la ciudad de Tessaoua, sobre la carretera que lleva a Mai'adua.